# Ortifus
Antonio Ortiz Fuster, conocido como Ortifus (Valencia, 15 de marzo de 1948), es un humorista gráfico español.

## Biografía
Considerado como uno de los mejores dibujantes e ilustradores de la Comunidad Valenciana, Ortifus inició su carrera profesional como músico, diseñador de joyas, azulejos y telas. Hay que destacar que como músico tuvo cierta relevancia durante los años 70 siendo bajista de los grupos Control y Orquesta Valencia con los que editaría 3 y 2 LP respectivamente. 
En cualquier caso, su faceta más reconocida, y sobre la que se asienta buena parte de su trayectoria profesional, es la de dibujante de tiras cómicas y humorista gráfico. En su estilo de dibujo, destaca la utilización de líneas sencillas y concisas, así como la ironía y los juegos de palabras que utiliza en gran parte apoyados por un titular extraído de algún medio de comunicación impreso. 
Su camino como humorista gráfico se inicia a finales de 1980, cuando comienza a publicar sus tiras como colaborador en medios de comunicación locales como Diario de Valencia, Noticias al Día, Hoja del lunes, la revista Qué y Dónde o, posteriormente a principios de la década de los 90, en la revista – de tirada nacional- satírica El jueves. Pero no sería hasta finales de 1984 cuando publicaría su primera tira en el diario Levante – El Mercantil Valenciano en el que se convertiría a lo largo del tiempo en una de sus señas más identificativas. Por otro lado, también colabora asiduamente con la revista Cartelera Turia y publica una tira semanal en la revista de tirada nacional Magazine para la que creó expresamente su personaje el Mago Asín.
Sus trabajos han excedido el ámbito de los medios de comunicación, colaborando con instituciones como la Universidad de Valencia, la Universidad Politécnica de Valencia, la Generalidad Valenciana, el Colegio de Farmacéuticos de Valencia, con el que colabora asiduamente dentro de su publicación Cuadernos de Farmacia y el Ayuntamiento de Valencia, quien lo escogió en el año 2017 para ilustrar una campaña municipal denominada "València neta" ("Valencia limpia") dirigida a concienciar a los habitantes de la ciudad de la necesidad de mantener limpias las calles.
El dibujante también ha sabido trasladar su humor y sus particulares figuras a la fiesta de las Fallas, diseñando y creando monumentos falleros tanto para las instituciones, Ayuntamiento de Valencia (1988), como para distintas comisiones falleras de sección especial (Blanquerías en 1994, Convento de Jerusalén en 1998 o Na Jordana en 2000) obteniendo en todas ellas el Premio Ingenio y Gracia otorgados por la Junta Central Fallera.
En 2021 Ortifus donó más de 20.000 dibujos originales creados entre 1980 a 2020 a la Biblioteca Valenciana para su conservación y puesta a disposición del público e investigadores.

## Obra
- 2003 – De juzgado de guardia

- 2001 - Los guardias civiles: esos ciudadanos uniformados : 25 años de lucha por la democratización y el asociacionismo en la Guardia Civil (1976-2001)

- 1994 - Consejos prácticos para ir por la vida con sumo cuidado

- 1992 - De todo hay en las viñetas del señor

- 1991 - 129 semanas y media

- 1991 - Com exercir de funcionari i no apergaminar-se en l'intent

- 1991 - Estius a la carta

- 1991 - XIP-xap: cançons infantils

- 1987 - Invasor, el último

- 1985 - Humor gràfic en la premsa valenciana, 1981 - 1985